# Felix Poletti
Felix Poletti (Wädenswil, 23 de julio de 1965) es un deportista suizo que compitió en skeleton. Ganó una medalla de bronce en el Campeonato Mundial de Skeleton de 1998.

## Palmarés internacional
| Campeonato Mundial | Campeonato Mundial   | Campeonato Mundial | Campeonato Mundial |
| Año                | Lugar                | Medalla            | Prueba             |
| ------------------ | -------------------- | ------------------ | ------------------ |
| 1998               | Sankt Moritz (Suiza) | Medalla de bronce  | Individual         |